# يو إف سي على فيول تي في: باراو ضد ماكدونالد
يو إف سي على فيول تي في: باراو ضد ماكدونالد (بالإنجليزية: UFC on Fuel TV: Barão vs. McDonald)‏ هو حدث لفنون القتال المختلطة نظمته يو إف سي، أُقيم في 16 فبراير 2013، على ويمبلي أرينا في لندن، المملكة المتحدة.